# یوگوویچی (لوزنیتسا)
یوگوویچی (به صربی: Jugovići) یک منطقهٔ مسکونی در صربستان است که در لوزنیسا واقع شده‌است.